# 陈其元
陈其元（1812年—1881年），字春泽，号子庄，晚号庸闲老人，浙江杭州府海宁人，清朝政治人物。

## 生平
陈其元生于清嘉庆十七年壬申（1812）二月廿五日。廪贡生。甲岁负有文名，为俞樾之舅姚光晋的高足弟子。惜自道光八年（1828）至咸丰五年（1855） 十五次为诸生考试，皆名落孙山。嗣捐赀为金华学训导。不久升任富阳县教谕。后议叙知县。太平军攻下浙江时，曾留江苏李鸿章幕府中，又回浙江宁绍台治军，深得左宗棠赏识。浙江平定后，经左宗棠密奏保荐于朝廷，同治六年（1867年）接替叶廷眷任江苏南汇知县，1868年由王其淦接任。在职期间，勤政爱民，成绩斐然，一月判牍达三百八十余件。巡抚丁日昌重其才，又调任 青浦、新阳、上海等县知县。所到之处，深受百姓爱戴，在内政、外交上多所建树，因而进阶知府，加秩道员。后以年老乞归，侨居桐乡。
陈其元卒于光绪七年辛巳（1881）七月三日，享年七十岁。

## 人物评价
陈其元治学务实，博览多闻，尤其能注意时事，体察民间疾苦。在他工作期间，正值多事之秋，国内遍地烽火，民不聊生；列强虎视眈眈，乘机作恶。陈其元不屈不挠，反对官场积弊，坚持民族大义，以爱民为己任，不计个人得失，可谓难得。他所著的《庸闲斋笔记》一书，总共十二卷，其中多记有清一代历史掌故，上自朝章 国故、经济民生、军情夷务，次及海宁陈氏家世盛迹、各地风俗民情、轶事旧闻，下迄读书心得等等，都有助于我们认识了解他所处的那个时期。尤其是他在记述和 评说个人游宦见闻方面的吏治得失、功过、利弊，更是研究清代历史的可贵资料。